# فرودگاه منطقه‌ای پییر
 فرودگاه منطقه‌ای پییر (به انگلیسی: Pierre Regional Airport) یک فرودگاه با کد یاتا PIR است که یک باند فرود آسفالت دارد و طول باند آن ۲۰۹۹ متر است. این فرودگاه در شهر پییر کشور ایالات متحده آمریکا قرار دارد و در ارتفاع ۵۳۱ متری از سطح دریا واقع شده است.

## شرکت‌های هواپیمایی و مقصدهای پروازی
| شرکت‌های هواپیمایی                              | مقصدهای پروازی      |
| ---------------------------------------------- | ------------------- |
| گریت لیکز ایرلاینز اجرا توسط Aerodynamics Inc. | دنور، محلی واترتاون |